# حلاكة (السبرة)

تعديل مصدري - تعديل

حلاكة هي إحدى قرى عزلة مطاية بمديرية السبرة التابعة لمحافظة إب، بلغ تعداد سكانها 611 نسمة حسب تعداد اليمن لعام 2004.